# Kohlenbergkapelle

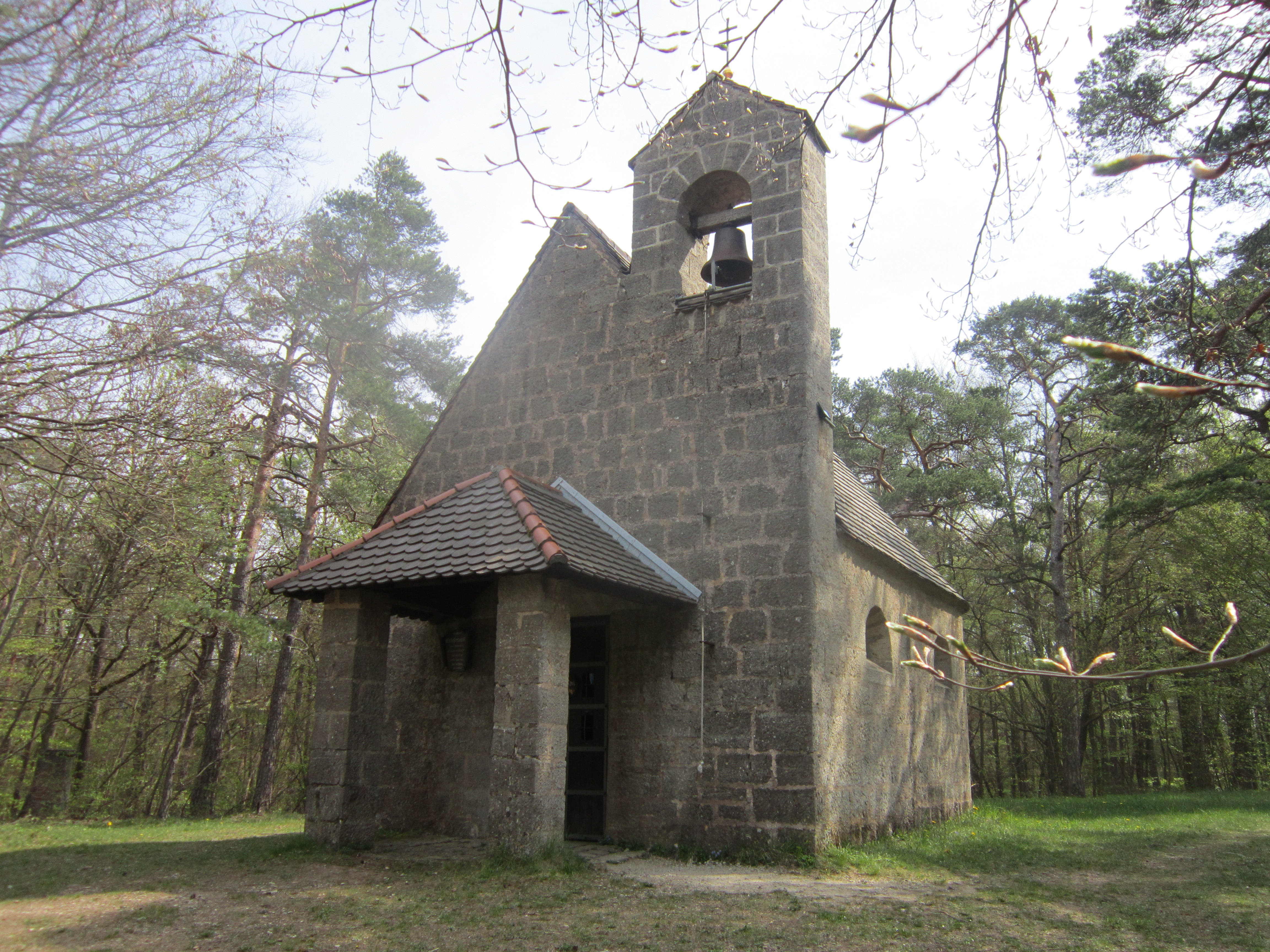
Die Kohlenbergkapelle von Fuchsstadt.

Die Kohlenbergkapelle ist eine Kapelle auf dem Kohlenberg oberhalb des Neubaugebietes „Hinterm Turm“ in der unterfränkischen Gemeinde Fuchsstadt im bayerischen Landkreis Bad Kissingen.
Die Kapelle samt den zugehörigen Kreuzwegstationen gehört zu den Baudenkmälern von Fuchsstadt und
ist unter der Nummer D-6-72-124-20 in der Bayerischen Denkmalliste registriert.

## Geschichte

### Kapelle
Der Bau der Kapelle, die der Erlösung der Menschheit durch Jesus Christus gewidmet wurde, geht auf die 1930er Jahre zurück. Eine anonyme Stifterin spendete 1933 die erforderliche Bausumme. Die entsprechende Initiative des Ortspfarrers Josef Wiesen fand am 25. Juni 1935 Zustimmung des Gemeinderates, der gleichzeitig auch den Bauplatz zur Verfügung stellte. Mit der Planung der Kapelle wurde im Jahr 1935 der Münchner Architekt Georg W. Buchner beauftragt. Nach Erkenntnissen des Fuchsstädter Heimatkundlers Lothar Pfülb gehen die Baupläne für die Kapelle jedoch auf den Salzburger Architekten Ferdinand Heimisel zurück. Pfülb verweist auf einen von Heimisel verfassten Brief, in dem er die Übersendung seiner Pläne an Buchner ankündigt und seine Hoffnung auf Buchners Zustimmung ausdrückt.
Die Kapelle wurde von ortsansässigen Maurern unter maßgeblicher Beteiligung von Maurermeister Johann Volpert aus Muschelkalkstein errichtet. Am 26. Mai 1935 weihte Diözesanbischof Matthias Ehrenfried die Kapelle und am selben Tag das Fuchsstädter Benefiziatenhaus.
Die Eisenhartgussglocke hatte zunächst ab 1917 während des Ersten Weltkrieges die beiden beschlagnahmten Bronzeglocken der Fuchsstädter Mariä Himmelfahrt-Pfarrkirche ersetzt und kam später in die Kapelle, wo sie seither als „Kobarchsglöckle“ bekannt ist.
Am geschnitzten Altarkreuz von Prof. Henselmann, einem Freund von Ortspfarrer Wiesen, ist das Zeugnis des Hauptmanns, der von seinem Pferd aus den Gekreuzigten betrachtet, eingraviert: „Wahrhaft, dieser ist Gottes Sohn gewesen“. Im Altarraum befindet sich das Relief einer Mondsichelmadonna des Münchener Bildhauers Hübler. Die im Inneren befindliche Sandsteinfigur des Evangelisten Johannes aus dem Jahr 1758 stand ursprünglich in der Hauptstraße 8.
Jedes Jahr werden an der Kapelle die Markusprozession und der Bittgang am zweiten Bitttag sowie am Palmsonntag – an den zur Kapelle gehörenden Kreuzwegstationen – der Kreuzweg abgehalten. Heute hat die Katholische Arbeiterbewegung die Patenschaft sowohl für die Kapelle als auch für den Kreuzweg inne.

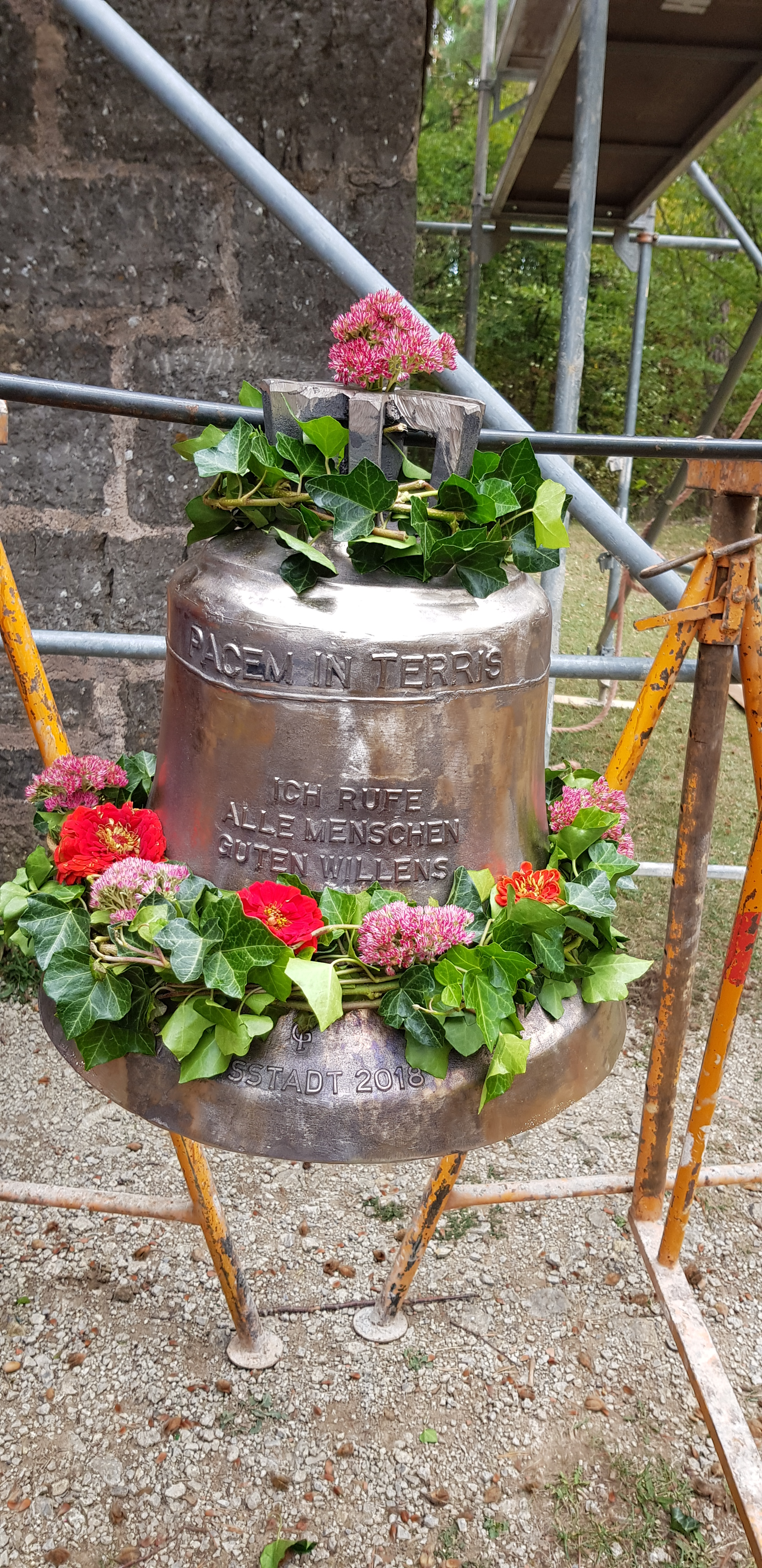
Die neue Kohlenbergglocke bei der Glockenweihe

Im Jahr 2012 entstanden Pläne, an der Kohlenbergkapelle einen Friedwald einzurichten. Diese Pläne wurden im November 2016 vom Fuchsstädter Gemeinderat abgelehnt, nachdem Fragen im Bezug auf die Kosten und die Rentabilität aufkamen. Nachdem die Lauerbachskapelle als Standort in Erwägung gezogen worden war, fällte der Fuchsstädter Gemeinderat im Januar 2018 den Beschluss, den Naturfriedhof an der Kohlenbergkapelle einzurichten. Im Juni 2018 sprach sich ein Bürgerentscheid gegen einen Naturfriedhof an der Kohlenbergkapelle aus.

### Neue Kohlenbergglocke
Im Jahr 2016 verlor die alte Eisenhartgussglocke aus dem Jahr 1917 immer mehr ihren Klang, was anzeigte, dass sie an ihrer Lebensgrenze angekommen war. Eisenhartgussglocken haben im Allgemeinen eine Lebenserwartung von ca. 100 Jahren. Durch eine Initiative aus der Ortsbevölkerung sollte eine neue Glocke für die Kohlenbergkapelle beschafft werden. Es wurden Spendenaufrufe im Gemeindenachrichtenblatt und auch im Pfarrbrief veröffentlicht. Nach Zustimmung des Gemeinderates (die Gemeinde sollte das Restrisiko tragen, falls nicht genügend Spenden zusammenkommen) konnte eine neue Glocke bei der Glockengießerei Ars Fundendi, Glockengießermeister Peter Glasbrenner aus Schwäbisch Hall, in Auftrag gegeben werden. Als Besonderheit wurde die Glocke vor Ort, am Wiesgarten in Fuchsstadt, gegossen, genau an dem Ort, wo 1729 schon mal eine Glocke für Fuchsstadt gegossen wurde, nämlich die große Glocke der Pfarrkirche Fuchsstadt.
Der Glockenguss fand bei herrlichstem Wetter im Rahmen eines Festes am 8. September 2018 unter großer Anteilnahme der Ortsbevölkerung statt. Die neue Glocke hat am oberen Rand die Inschrift „PACEM IN TERRIS“ (deutsch: Friede auf Erden), in der Mitte steht „Ich rufe alle Menschen guten Willens“ und am unteren Rand steht „Fuchsstadt 2018“. Auf der Rückseite ist ein schlichtes Kreuz zu sehen, das Klaus Dittmann gestaltet hat. Damit hat Fuchsstadt nach 76 Jahren wieder eine Friedensglocke, die mit ihrem Klang beständig zu Frieden vor Ort und in der gesamten Welt mahnt. Die Glocke hat den Ton a und ist ca. 65 kg schwer.
Die Glockenweihe wurde am 3. Oktober 2018 durch Dekan Michael Krammer zusammen mit Pfarrer Norbert Wahler zelebriert. Auch hier war die Anteilnahme der Ortsbevölkerung wieder sehr groß und mehrere Fuschter Vereine und Gruppen gestalteten die Glockenweihe mit. Bürgermeister Peter Hart konnte verkünden, dass die neue Glocke gänzlich durch Spenden finanziert werden konnte. Seit dem 16. Oktober 2018 kann die neue Glocke wieder von jedermann geläutet werden.

### Kreuzweg

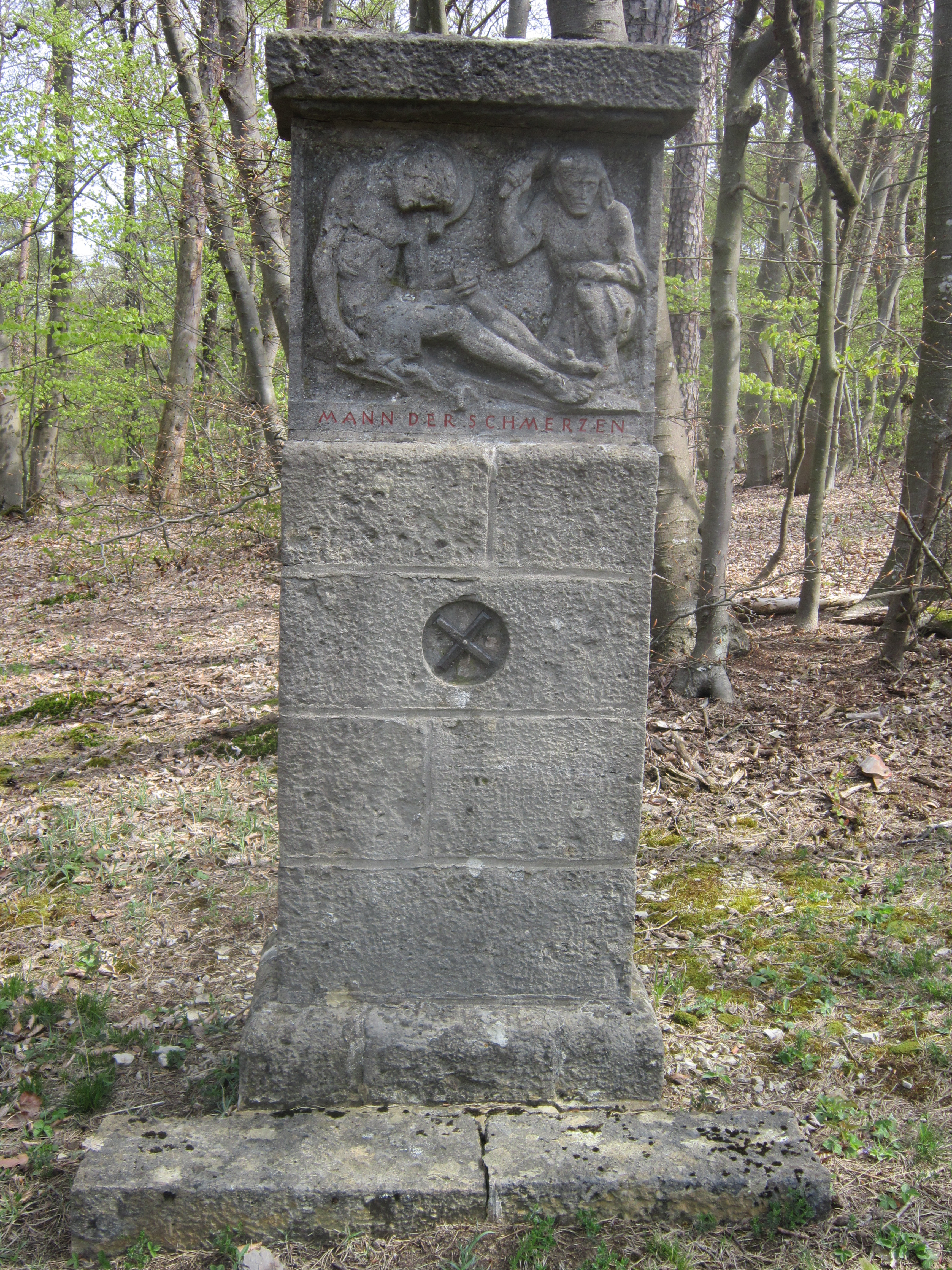
Kreuzweg an der Kohlenbergkapelle (11. Station).

Das Altarkreuz im Inneren dient heute als zwölfte Station des um die Kapelle herum aufgestellten Kreuzweges, den der in München ansässige, aber aus Fuchsstadt stammenden Reg.-Baumeister Josef Wahler gestiftet hatte. Der Steinbildhauer Ludwig Sonnleitner und sein Sohn Otto konnten im Jahr 1950 die ersten beiden Stationen des Kreuzweges fertigstellen, doch dann starben Geistl. Rat Wiesen und Reg.-Baumeister Josef Wahler.
Eine Spende von Walburga Wahler, der Witwe des Stifters, ermöglichte unter Pfarrer Franz Schober die Vollendung des Kreuzweges. Pfarrer Schober ließ den Kreuzweg, anders als geplant, nicht am Weg zur Kapelle, sondern um die Kapelle herum aufstellen. Den Kreuzweg weihte Domkapitular Philipp Kaiser am 24. April 1955 in Anwesenheit der Stifterin und der Bundestagsabgeordneten Maria Probst ein.